# Hughes Turner Project
Hughes Turner Project fue un proyecto musical formado en el año 2001 por el bajista/vocalista Glenn Hughes (Deep Purple, Black Sabbath) y el vocalista Joe Lynn Turner (Rainbow, Deep Purple, Yngwie Malmsteen). 

## Historia
Inicialmente en 1989, Turner y Hughes, siendo muy buenos amigos, planearon lanzar un álbum juntos, lo que los llevó a grabar algunos demos que nunca se materializaron. 
En el año 2000 Hughes realizó una gira por Japón con Turner. Durante ese momento decidieron iniciar una colaboración nuevamente, lo que dio origen a la agrupación. 

### Primer álbum
El dúo lanzó su primer disco en febrero de 2002, titulado simplemente HTP. En el disco el guitarrista de Hughes, JJ Marsh, se encargó de colaborar escribiendo algunas canciones y desde luego, de las guitarras. También hubo algunas contribuciones del baterista Shane Galaas y del tecladista Vince DiCola (popular por haber escrito algunas de las melodías más memorables de las películas de Rocky Balboa), así como de los guitarristas John Sykes (Whitesnake, Thin Lizzy), Paul Gilbert (Mr. Big) y Akira Kajiyama.
Luego del lanzamiento del disco, el dúo se embarcó en una gira por Japón, donde tocarían canciones del álbum HTP y también covers de sus anteriores bandas, como Deep Purple, Rainbow y Black Sabbath. Estas presentaciones llevaron al lanzamiento de un disco en vivo titulado Live In Tokyo.
Hughes Turner Project continuó su gira en Rusia y Europa. Al término de dicha gira, sus integrantes decidieron tomar un breve descanso.

### Segundo álbum
En abril de 2003 Turner y Hughes decidieron grabar su segundo trabajo discográfico. Una vez más con el guitarrista JJ Marsh, el baterista Shane Galaas y el tecladista Ed Roth, quien había trabajado junto a Hughes en algunos de sus trabajos en solitario. Los invitados especiales en este caso fueron Steve Vai, Jeff Kollman y el baterista de los Red Hot Chili Peppers, Chad Smith.
El trabajo se tituló simplemente HTP 2, y fue lanzado en septiembre de 2003, siendo en sonido muy similar a su antecesor. Una vez más, la banda realizó una gira por Japón y Europa. 
Luego de la gira, ambos integrantes decidieron enfocarse en sus carreras en solitario, por lo que el proyecto pasó a un segundo plano. 

## Discografía

### Discos de Estudio
- HTP (2002)
- HTP 2 (2003)

### Discos en Directo
- Live In Tokyo (2002)

## Músicos
- Glenn Hughes - Voz/Bajo
- Joe Lynn Turner - Voz/Guitarra

### Músicos adicionales
- JJ Marsh – Guitarra
- Shane Galaas – Batería
- Vince DiCola - Teclado
- Ed Roth - Teclado
- John Sykes - Guitarra